# Lelo voor Georgië
Lelo voor Georgië of simpelweg Lelo (Georgisch: ლელო საქართველოსთვის, Lelo Sakartvelostvis) is een sociaalliberale politieke partij in Georgië. De partij werd in 2019 opgericht door de zakenmannen Mamoeka Chazaradze en Badri Dzjaparidze. De partij liet in februari 2025 al hun parlementszetels annuleren uit protest tegen de in hun ogen vervalste verkiezingen van 2024.

## Naamgeving
De naam Lelo refereert aan het traditionele Georgische teamspel, een voorloper van rugby en betekent ook een 'try' scoren in een rugbywedstrijd. Bij de presentatie van de partij las oprichter Chazaradze een gedicht voor van dichter Galaktion Tabidze, waarin Georgië als "lelo" wordt afgeschilderd en gered moet worden.

## Geschiedenis
Mamoeka Chazaradze en Badri Dzjaparidze, oprichters van de grootste consumentenbank van Georgië TBC, kondigden in juli 2019 de oprichting aan van een beweging en politieke partij, om in 2020 aan de verkiezingen mee te doen. De directe aanleiding was het gewelddadig neerslaan van demonstraties in Tbilisi in juni 2019 door de regering van Georgische Droom. Ook het zakelijke conflict rond de bouw van diepzeehaven Anaklia met de Georgische regering en meer persoonlijk met oligarch Bidzina Ivanisjvili, oprichter van Georgische Droom, speelde een rol.
Lelo werd op 12 september 2019 in Anaklia formeel gelanceerd in oppositie tegen Georgische Droom. De datum werd gekozen voor de symboliek van de 112e herdenking van de moord op Ilia Tsjavtsjavadze, de vooraanstaande Georgische liberale verlichter die streed voor Georgische zelfbeschikking in het tsaristische Rusland. Drie maanden na de oprichting fuseerden de Nieuwe Rechtsen en de splinterpartij Ontwikkelingsbeweging van voormalig parlementsvoorzitter Davit Oesoepasjvili met Lelo en werd de partij onder de naam 'Lelo voor Georgië' geregistreerd.

### Verkiezingen 2020-2021

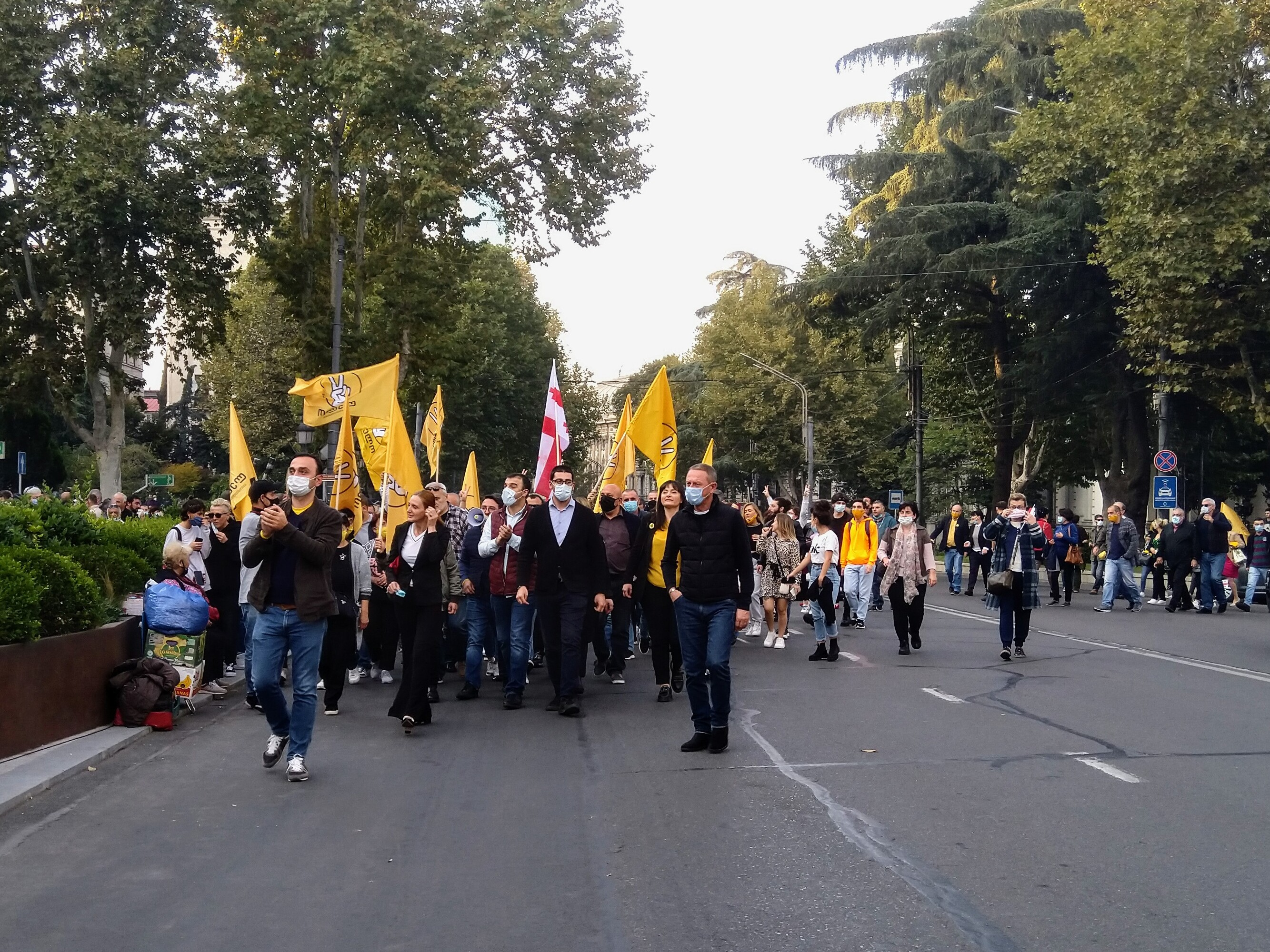
Protestmars van Lelo in de Roestavelilaan van Tbilisi naar het parlement van Georgië, daags na de verkiezingen van 2020.

De partij deed het daaropvolgende jaar mee met de parlementsverkiezingen en kreeg ruim drie procent van de stemmen, goed voor vier zetels. De uitslag van de verkiezingen werd betwist door de gehele oppositie. De verkozen leden van Lelo weigerden maandenlang zitting te nemen in het parlement, net als het grootste deel van de oppositie. Na bemiddeling door EU-president Charles Michel, die een overeenkomst tussen de oppositie en regerende Georgische Droom bewerkstelligde, beëindigden de leden van Lelo in april 2021 hun boycot.
In de gemeenteraadsverkiezingen van oktober 2021 behaalde Lelo nationaal bijna drie procent van de stemmen. De partij won in totaal 27 zetels verspreid over 25 gemeenteraden in het land, waarvan twee in hoofdstad Tbilisi. Lelo maakte bezwaar tegen de gang van zaken tijdens de verkiezingen en claimde dat deze waren gemanipuleerd. Partijleiders eisten hertellingen in onder meer Batoemi en Tbilisi. Chazaradze leverde uit protest in november 2021 zijn parlementszetel in, om "vanaf de straat" voor een "vrij Georgië te vechten". De zetel van Dzjaparidze werd in januari 2022 door de parlementaire meerderheid beëindigd, nadat hij en Chazaradze door een rechtbank waren veroordeeld vanwege fraude in hun zakelijke verleden. De veroordeling werd gezien als politieke vervolging. De twee zetels in het parlement bleven vacant, omdat de partij de kieslijst had laten annuleren.

### Verkiezingen 2024-2025

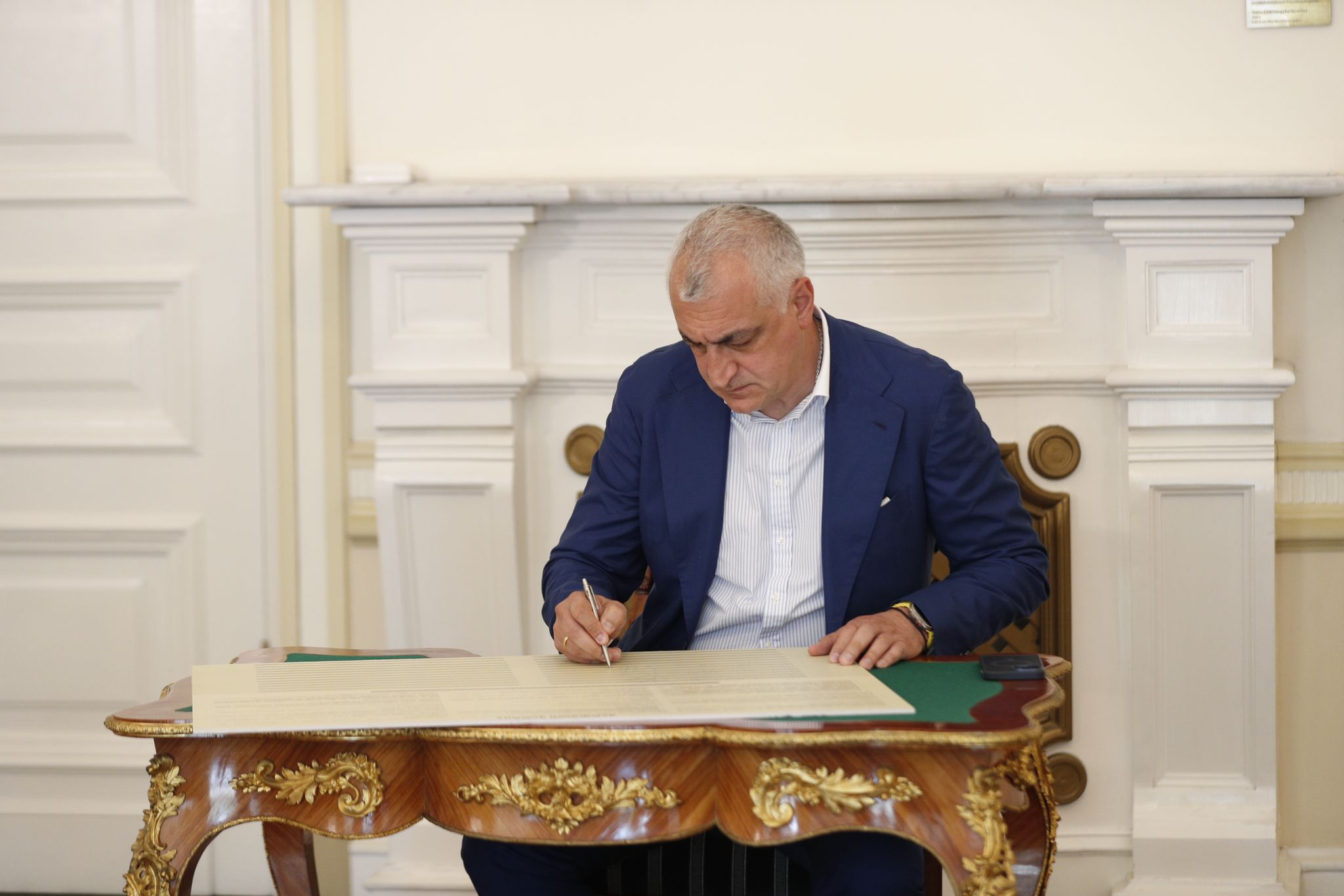
Partijleider Mamoeka Chazaradze ondertekende namens de partij op 3 juni 2024 het 'Georgisch Handvest' van president Zoerabisjvili.

In 2023 en 2024 steunde Lelo de massaprotesten tegen de invoering van de 'Wet op buitenlandse agenten'. De partij ondertekende in de zomer van 2024 in aanloop naar de parlementsverkiezingen in oktober 2024, het 'Georgisch Handvest' dat was geïnitieerd door president Salome Zoerabisjvili. Dit handvest verenigde de pro-westerse oppositie en zette doelen uiteen voor een mogelijke toekomstige regering, waaronder de terugkeer op het pad naar EU-lidmaatschap en het terugdraaien van wetten die dit in de weg staan.

Oppositiepartijen vergaderen met Europese en Amerikaanse diplomaten op het partijkantoor van Lelo (2024).

De pro-westerse oppositie richtte in de zomer van 2024 verschillende electorale allianties op voor de verkiezingen, omdat de kiesdrempel van vijf procent terugkeerde. Lelo had eerder rond de drie procent stemmen en richtte voor parlementair lijfsbehoud 'Sterk Georgië' op, nadat gesprekken over toetreding tot de 'Coalitie voor Verandering' rond de nieuwe partij Achali mislukten. De kleine partijen Voor de Mensen en Burgers en de nieuwe beweging Vrijheidsplein sloten zich aan bij het blok van Lelo. President Zoerabisjvili probeerde de coalitie te versterken met Voor Georgië van voormalig premier Giorgi Gacharia, maar die gesprekken mislukten door onoverbrugbare verschillen. Gacharia besloot dat zijn partij zelfstandig mee zou doen met de verkiezingen.

Volgens de officiële resultaten behaalde de coalitie van Lelo bijna negen procent van de stemmen, goed voor veertien zetels. Net als in 2020 boycotte de partij met de gezamenlijke oppositie het parlement, uit protest tegen de in hun ogen gestolen verkiezing. Alle verkozen leden van 'Sterk Georgië' dienden een verzoek in tot beëindiging van hun parlementszetel, wat de parlementaire meerderheid van Georgische Droom op 5 februari 2025 honoreerde. De partij had ook de kieslijst laten annuleren, waardoor de zetels vacant bleven.

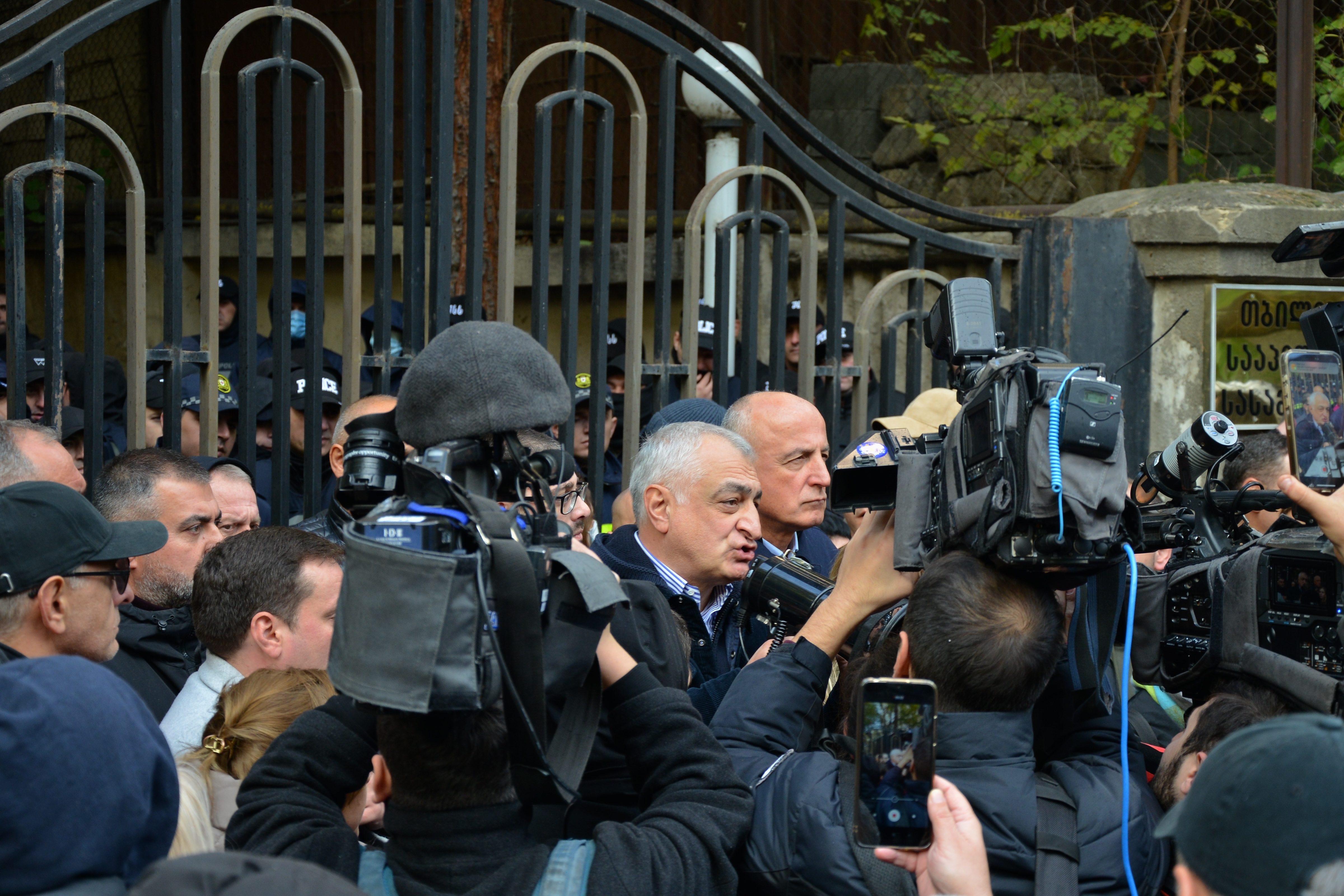
Partijoprichters Chazaradze en Dzjaparidze tijdens een demonstratie bij het Hof van Beroep van Tbilisi na de verkiezingen (2024).

Partijleiders Chazaradze en Dzjaparidze weigerden in maart 2025 voor de parlementaire onderzoekscommissie te verschijnen die "misdaden" onderzocht begaan door de regering-Saakasjvili (2003-2012), met als oogmerk de Verenigde Nationale Beweging en al haar zogenaamde satellietpartijen te verbieden. De rechtbank veroordeelde hen op 23 juni 2025 tot acht maanden celstraf en een verbod van twee jaar op openbare functies. Meerdere oppositieleiders weigerden de ondervraging voor de commissie omdat ze het parlement dat in 2024 was gekozen niet erkenden en daarmee ook de parlementscommissies niet.
De partij sloot in juli 2025 alsnog een samenwerking met Voor Georgië voor de gemeenteraadsverkiezingen van oktober 2025. In tegenstelling tot een groot deel van de oppositie, besloten deze twee partijen wel mee te doen met deze verkiezingen.

## Ideologie
Bij de oprichting werd Lelo omschreven als een centrumrechtse liberaal-conservatieve partij, maar de partij trok ook actief een aantal links georiënteerde leden aan. Sindsdien wordt de partij voornamelijk bestempeld als een centristische liberale partij, met een Sociaalliberaal en pro-Europees profiel. De Georgische versie van Kieskompas plaatst de partij in het cultureel-liberale en economisch-linkse kwadrant.
Ondanks het relatief sociaalliberale profiel, kent de partij sociaalconservatieve standpunten, met name rondom Lgbt-rechten zoals het homohuwelijk en adoptierecht van stellen van het gelijke geslacht. Ook verklaarde de partij steun voor het voorstel van de regerende Georgische Droom om de rol van de Georgisch-Orthodoxe Kerk in de grondwet vast te leggen. Partijleider Chazaradze benadrukte daarbij dat hij betrokken was bij de totstandkoming van het concordaat in 2002 tussen de kerk en de staat.
Op economisch gebied is de partij voorstander van vrije markteconomie, de invoering van een minimumloon, ouderschapsverlof en overwerkvergoeding, maar verzet zich tegen de instelling van een werkloosheidsverzekering. De partij zou daarnaast open staan voor progressieve onderwerpen zoals het bestrijden van luchtvervuiling en het verbeteren van de veiligheid op de werkplek. Lelo profileert zichzelf sterk pro-Europees en is voorstander van Georgisch lidmaatschap van de Europese Unie en de NAVO. Bij laatstgenoemde zou volgens de partij lidmaatschap ook mogelijk moeten zijn zonder artikel-5 dekking voor de door Rusland bezette gebieden Abchazië en Zuid-Ossetië.

## Verkiezingen
Een overzicht van de verkiezingsuitslagen voor de partij.

### Parlementsverkiezingen
Lelo deed in 2020 zelfstandig mee met de verkiezingen en won vier zetels. In 2024 was Lelo de leidende partij van de coalitie 'Sterk Georgië', die bestond uit vier partijen. Van deze partijen hadden alleen Lelo en Burgers al zetels in het parlement. De coalitie won veertien zetels.
In 2020 werden 120 van de 150 zetels verkozen door middel van evenredige vertegenwoordiging via gesloten partijlijsten met een kiesdrempel van een procent. De overige 30 zetels werden verkozen door enkelvoudige districten met een tweerondensysteem. Vanaf 2024 gold een geheel evenredig kiestelsel met een kiesdrempel van vijf procent.
| 2020 | 56 | Mamoeka Chazaradze | 60.712  | 3,15 | (4) | 4  | 0 | 4 / 150  | Nieuw | Oppositie |               |  |  |  |
| 2024 | 9  | Mamoeka Chazaradze | 182.922 | 8,81 | (4) | 14 | - | 14 / 150 | 8     | Oppositie | [ 31 ] [ 32 ] |  |  |  |
|      |    |                    |         |      |     |    |   |          |       |           |               |  |  |  |

### Gemeenteraadsverkiezingen
Lelo was in 2021 de vierde partij in de gemeenteraadsverkiezingen, na Georgische Droom, Verenigde Nationale Beweging en Voor Georgië. De partij won in 25 gemeenten in totaal 27 zetels. In Tbilisi en in Oni in het noordwesten van het land won de partij twee zetels.
| 2021            | 9 | 47.838 | 2,7 | 4 | 27 | 0 | 27 / 2.068 | Nieuw | [ 9 ] [ 33 ] [ 34 ] |
| Bronnen: CESKO. |   |        |     |   |    |   |            |       |                     |

## Internationale relaties
Lelo is sinds 2 juni 2022 volwaardig lid van de Europese liberale koepelpartij ALDE, waarmee op dat moment vijf Georgische partijen aan de Europese liberale waren verbonden.